# Tvrtko Kale
Tvrtko Kale (Zagreb, Croacia, 5 de junio de 1974), futbolista croata, naturalizado israelí. Juega de portero y su actual equipo es el Hapoel Haifa de la Liga Premier de Israel.

## Clubes
| Club                    | País    | Año       |
| ----------------------- | ------- | --------- |
| NK Hrvatski dragovoljac | Croacia | 1994      |
| NK Čakovec              | Croacia | 1995      |
| NK Inker                | Croacia | 1996-1998 |
| NK Rijeka               | Croacia | 1998-2000 |
| NK Hrvatski dragovoljac | Croacia | 2001-2002 |
| NK Zadar                | Croacia | 2003-2004 |
| Hajduk Split            | Croacia | 2004-2006 |
| Neuchâtel Xamax         | Suiza   | 2006      |
| Maccabi Tel Aviv        | Israel  | 2006-2007 |
| Beitar Jerusalem        | Israel  | 2007-2009 |
| Hapoel Be'er Sheva      | Israel  | 2009-2010 |
| Hapoel Haifa            | Israel  | 2010-     |

### Campeonatos nacionales
| Título                   | Club             | País    | Año  |
| ------------------------ | ---------------- | ------- | ---- |
| Prva HNL                 | Hajduk Split     | Croacia | 2005 |
| Supercopa de Croacia     | Hajduk Split     | Croacia | 2005 |
| Premier League de Israel | Beitar Jerusalem | Israel  | 2008 |
| Copa de Israel           | Beitar Jerusalem | Israel  | 2008 |
| Copa de Israel           | Beitar Jerusalem | Israel  | 2009 |